# Samorząd terytorialny w Polsce
Samorząd terytorialny w Polsce – struktura samorządu terytorialnego zorganizowana w Polsce.

## Wstęp
W Polsce (na wzór innych państw europejskich) tylko część zadań lokalnych i regionalnych jest realizowana przez agendy administracji rządowej, które bezpośrednio (hierarchicznie) podlegają Radzie Ministrów, Premierowi bądź poszczególnym ministrom. Zasadnicza część zadań administracyjnych, niemająca znaczenia ogólnokrajowego, jest realizowana przez samorząd terytorialny. Czynią to organy samorządowe, które są podporządkowane odpowiedniej wspólnocie lokalnej (gminnej, powiatowej) bądź regionalnej (wojewódzkiej) i które reprezentują jej interesy.

## Samorząd terytorialny w Konstytucji RP
Art. 163 Konstytucji RP stanowi, że „Samorząd terytorialny wykonuje zadania publiczne nie zastrzeżone przez Konstytucję lub ustawy dla organów innych władz publicznych”. W artykule tym wyrażono domniemanie kompetencji samorządu terytorialnego.

## Szczeble samorządu terytorialnego w Polsce
Od 1 stycznia 1999 obowiązuje w Polsce trójszczeblowa struktura samorządu terytorialnego:
- samorząd gminny,
- samorząd powiatowy,
- samorząd województwa.

## Historia samorządu terytorialnego w Polsce
W Polsce samorząd terytorialny we współczesnym rozumieniu ukształtował się w okresie zaborów i działał w okresie międzywojennym, natomiast w okresie powojennym został początkowo nominalnie utrzymany na mocy dekretu Polskiego Komitetu Wyzwolenia Narodowego z dnia 23 listopada 1944 r. o organizacji i zakresie działania samorządu terytorialnego, ale w 1950 r. został całkowicie zniesiony przez ustawę z dnia 20 marca 1950 r. o terenowych organach jednolitej władzy państwowej.
W 1983 r. powołano w Polsce fasadowe struktury, jedynie nominalnie noszące nazwę samorządu terytorialnego, ale faktycznie pozbawione jego kluczowych cech, analogicznie do Francji okresu napoleońskiego, kiedy to zniesiono faktycznie administrację samorządową, pozostawiając instytucje samorządowe z nazwy, ale będące w rzeczywistości instytucjami państwowymi.
Samorząd terytorialny rozumiany współcześnie został przywrócony na poziomie gminnym w 1990 r. Od 27 maja 1990 do 31 grudnia 1998 samorząd terytorialny istniał tylko na szczeblu gminy. Następnie wraz z wprowadzeniem 1 stycznia 1999 r. trójstopniowego podziału administracyjnego, samorząd także stał się trójszczeblowy: gminny, powiatowy i wojewódzki. Od 2002 r. wójt/burmistrz/prezydent miasta to funkcjonariusz publiczny będący zarazem organem monokratycznym wybieranym w wyborach powszechnych.
Uchwałą z 3 grudnia 2014 Senat RP zdecydował o ustanowieniu roku 2015 Rokiem Samorządu Terytorialnego.
10 listopada 2017 do Sejmu wpłynął poselski projekt ustawy o zmianie niektórych ustaw w celu zwiększenia udziału obywateli w procesie wybierania, funkcjonowania i kontrolowania niektórych organów publicznych w samorządach gmin, powiatów i województw pochodzących z wyborów powszechnych, a także kontroli tego procesu i organów odpowiadających za przygotowanie i przeprowadzenie wyborów. 14 grudnia 2017 Sejm RP przyjął proponowaną ustawę, którą 21 grudnia 2017 przyjął Senat wraz ze zgłoszonymi poprawkami zaakceptowanymi przez Sejm w dniach 10 i 11 stycznia 2018. 16 stycznia 2018 prezydent Polski Andrzej Duda podjął decyzję o podpisaniu przyjętej ustawy z dnia 11 stycznia 2018, która wprowadza m.in. nowelizację Kodeksu wyborczego i ustaw o samorządach. Ustawa wprowadza m.in. dwukadencyjność wójtów, burmistrzów i prezydentów miast licząc pierwszą kadencję od 2018 r., jednomandatowe okręgi wyborcze w gminach do 20 tys. mieszkańców i wydłuża kadencję organów samorządowych z 4 do 5 lat.
W 2024 roku Polska dzieli się na 16 województw, 314 powiatów i 2477 gmin (302 miejskich w tym 66 miast na prawach powiatu, 711 miejsko-wiejskich oraz 1464 wiejskich).